# Maike Brückmann
Maike Weiss, född Brückmann, 29 februari 1984 i Heidelberg i Tyskland är en tysk före detta handbollsspelare.

## Karriär
Vid fem års ålder började Maike Brückmann spela mini-handboll i TV Hemsbach. Hon bytte sedan ungdomsklubb till  TV Nellingen och VfL Waiblingen. Då hon var 16 år spelade hon för Waiblingen i den regionala ligan. Året efter 2001 spelade hon i andra bundesligan för Frisch Auf Göppingen. 2005 kom hon till Borussia Dortmund i bundesliga. Hennes tid i klubben blev kort och från 2006 till februari 2008  skrev hon kontrakt för TSG Ketsch. Redan under säsongen 2007-2008 flyttade hon till den sachsiska toppklubben HC Leipzig, där hon fick ett kontrakt till juni 2011. Efter en allvarlig knäskada var Weiss tvungen att operera sitt knä och kunde inte spela i Leipzig på nästan ett år. Men i januari 2010 började hon spela för HSG Bensheim/Auerbach i andra bundesligan. Säsongen 2009/2010 vann hon andra bundesliga, grupp Syd med klubben. I juni 2011 sade HSG Bensheim/Auerbach upp hennes kontrakt. Det var en konflikt med klubbtränaren som ledde till uppsägningen av hennes kontrakt. Hon spelade sedan för HC Wernau i lägre division.
Maike Brückmann hade en mycket kort landslagskarriär. Hon nominerades av förbundskaptenen Armin Emrich till en förberedande turnering för landslaget den 18-21 oktober 2007 i Rotterdam. Under denna turneringen användes hon i tre matcher. Hon gjorde sin landslagsdebut i matchen mot Spanien den 19 oktober 2007. Vid VM 2007 i Frankrike spelade hon bara två matcher. En av dessa var VM-matchen mot Angola där hon fick priset som matchens spelare. Hon blev 2007 bronsmedaljör i VM med Tyskland. Hon spelade 8 landskamper och stod för 20 mål.

## Meriter i klubblag
- Vinnare av tyska cupen 2008 med HC Leipzig
- Vinnare av tyska mästerskapet 2009 med HC Leipzig